# Iglesia de San Juan de Rabanera
La iglesia de San Juan de Rabanera es uno de los monumentos del románico castellano que posee la ciudad española de Soria. En su interior custodia dos impresionantes crucifijos. El del altar mayor, conocido popularmente como Cristo del Olvido o Cillerero, es románico y procede de la antigua iglesia del Monasterio de San Polo; el otro, denominado Cristo del Perdón, se encuentra en el crucero enmarcado por un retablo-marco barroco. Es del siglo XVII y está atribuido a Manuel Pereira.

## Historia

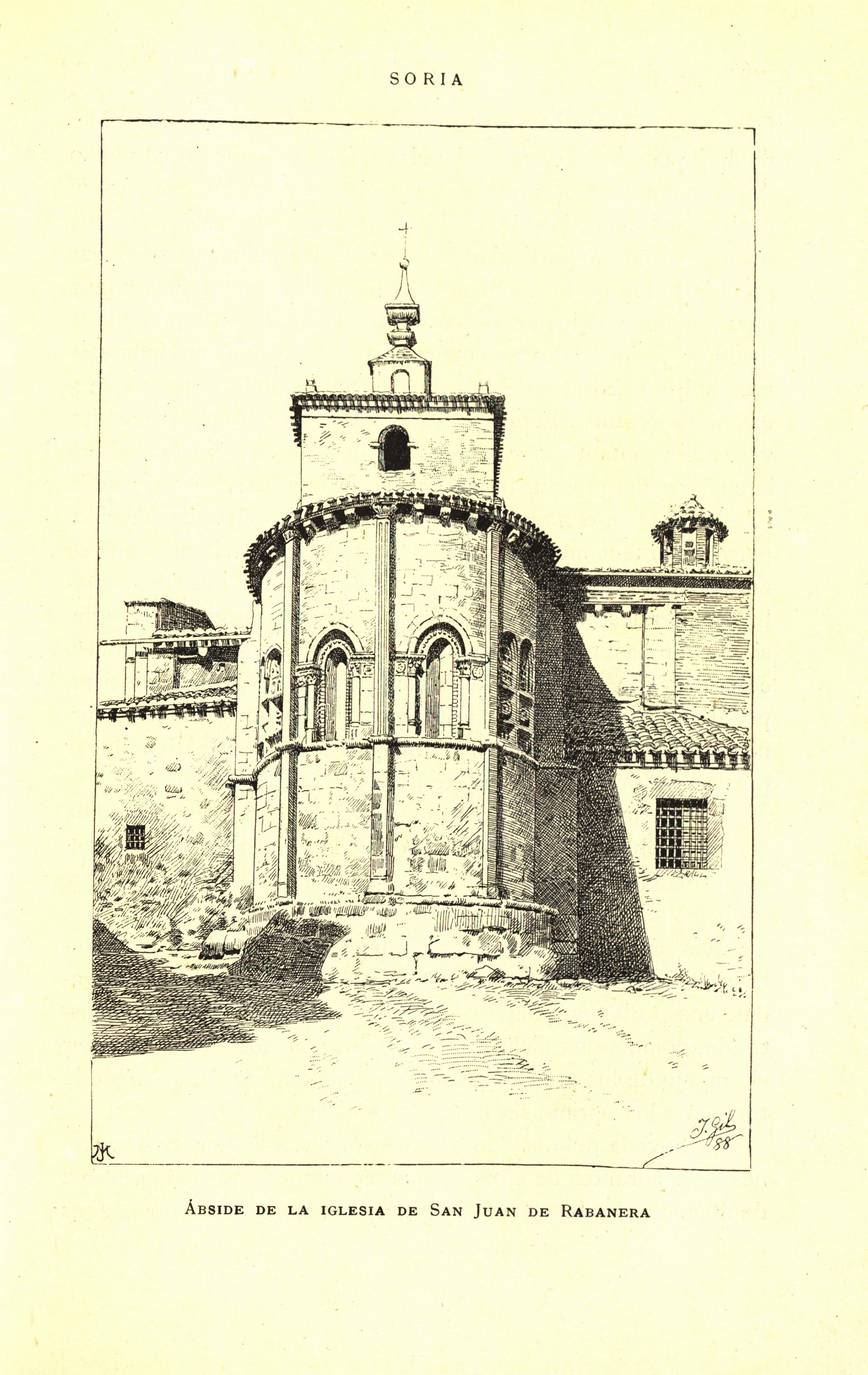
Ábside de la iglesia en una ilustración de la segunda mitad del

La iglesia de San Juan de Rabanera es una de las treinta y cinco parroquias que aparecen en el censo de Alfonso X el Sabio realizado en el año 1270. Llegó a asimilar las antiguas parroquias de San Esteban y San Sebastián y actualmente pertenece a la iglesia de Nuestra Señora del Espino.
La iglesia románica original tiene planta de cruz latina, nave de tres tramos, ábside semicircular precedido de un presbiterio rectangular y transepto marcado en planta. En el siglo XV se añadieron junto al crucero, dos capillas cuadrangulares.
Durante el periodo barroco sufrió importantes transformaciones que la dejaron casi irreconocible. Se encaló completamente, la bóveda de madera de la nave se sustituyó por otra de lunetos, se agregó la Capilla de Juan de Palafox o de la Escuela de Cristo abierta en el hastial norte del crucero y se remató la torre realizada en el siglo XVI con un chapitel barroco.
Afortunadamente, las restauraciones realizadas en 1908 y 1958 consiguieron devolver al edificio, en gran parte, su pureza románica aunque esto supuso la pérdida de elementos con no poco valor artístico. En 1908 a iniciativa de Teodoro Ramírez Rojas, miembro de la Comisión Provincial de Monumentos de Soria y académico de la Historia y de la Real Academia de San Fernando, permitió desencalar el interior, descubriendo la decoración románica y se añadió la portada de San Nicolás en el hastial occidental. En 1958 por iniciativa del consistorio soriano y pese a la postura contraria del conde de Saltillo y su dictamen desfavorable para la Real Academia de la Historia, se eliminaron las sacristías y la Capilla de Palafox.

## Descripción

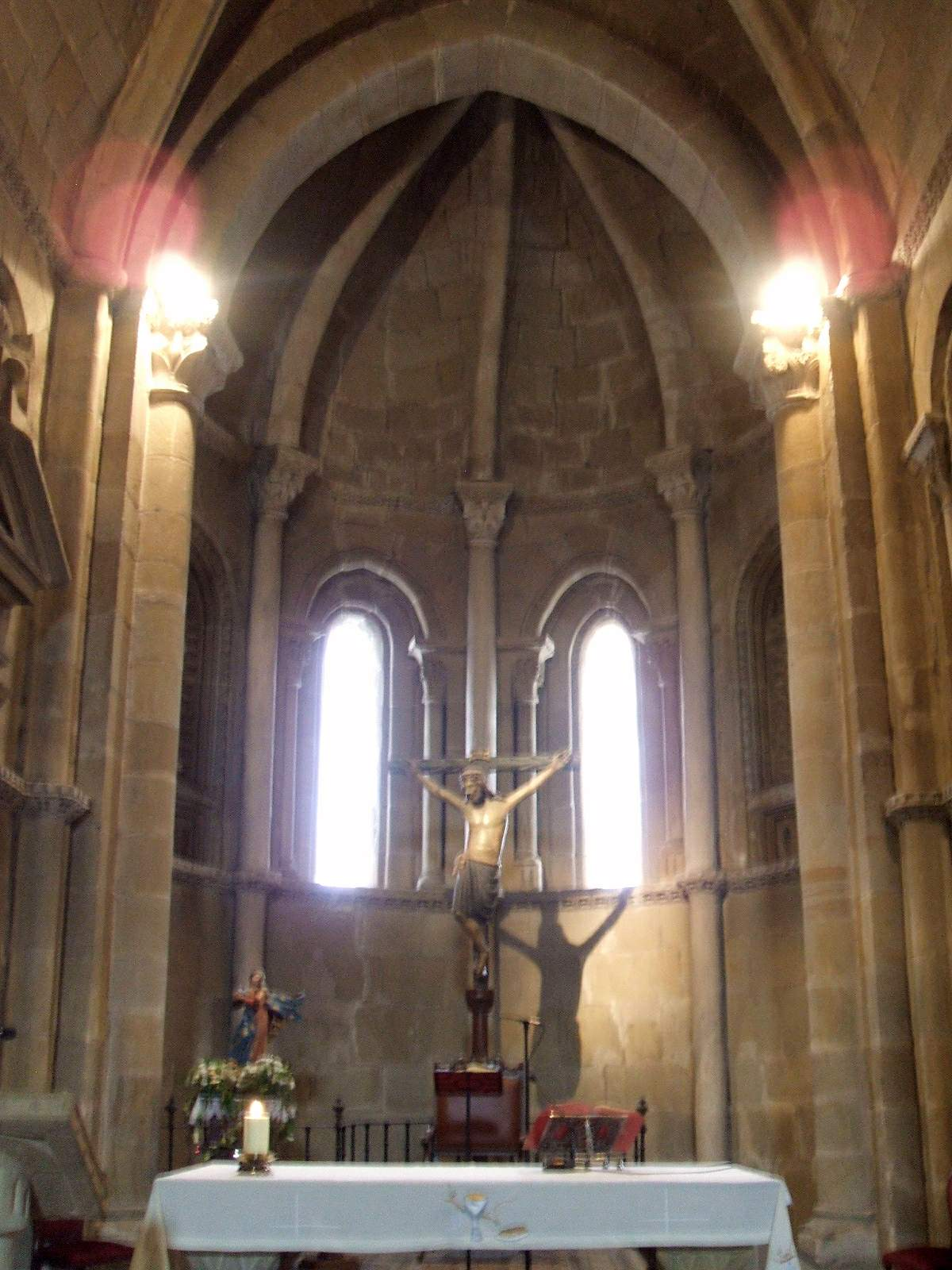
Interior del templo.

Esta iglesia románica de finales del siglo XII exhibe planta de cruz latina de una sola nave y transepto de igual altura que aquella. Parcialmente restaurada, y lamentablemente desvirtuada por diversos añadidos de capillas y sacristías que trascienden a sus fachadas, lo único original que se ve desde el exterior es el magnífico ábside, el hastial sur del transepto y una puerta cegada que se abría también en el muro sur. La cubrición del templo se efectúa por bóvedas: gallonada la del ábside, de cañón apuntado la del presbiterio, también de medio cañón apuntado la de los brazos del transepto. El crucero se cubre con cúpula sobre trompas.

### Planta
La iglesia, raro ejemplo dentro de la arquitectura románica soriana, tiene planta de cruz latina; amplio presbiterio; ábside en hemiciclo y dos absidiolos no ostensibles al exterior embebidos en el muro oriental de ambos brazos del transepto; transepto de anchura similar a la de la nave para originar un crucero sensiblemente cuadrado aunque algo distorsionado por las deformaciones geométricas de la planta; nave única de tres tramos; dos capillas añadidas en el siglo XV a uno y otro lado de la nave central, adosadas al muro occidental del transepto; un husillo que aloja la escalera de acceso a la torre levantada sobre el crucero en el siglo XVI.
Esta planta adolece de una tortuosa geometría pues no posee un eje recto en la dirección canónica del imafronte a la cabecera, ni respeta la debida ortogonalidad del transepto con respecto a la nave. Sorprende tan desmañada ejecución en un emplazamiento en el que aparentemente no existe ningún condicionante para un correcto replanteo.

### Ábside

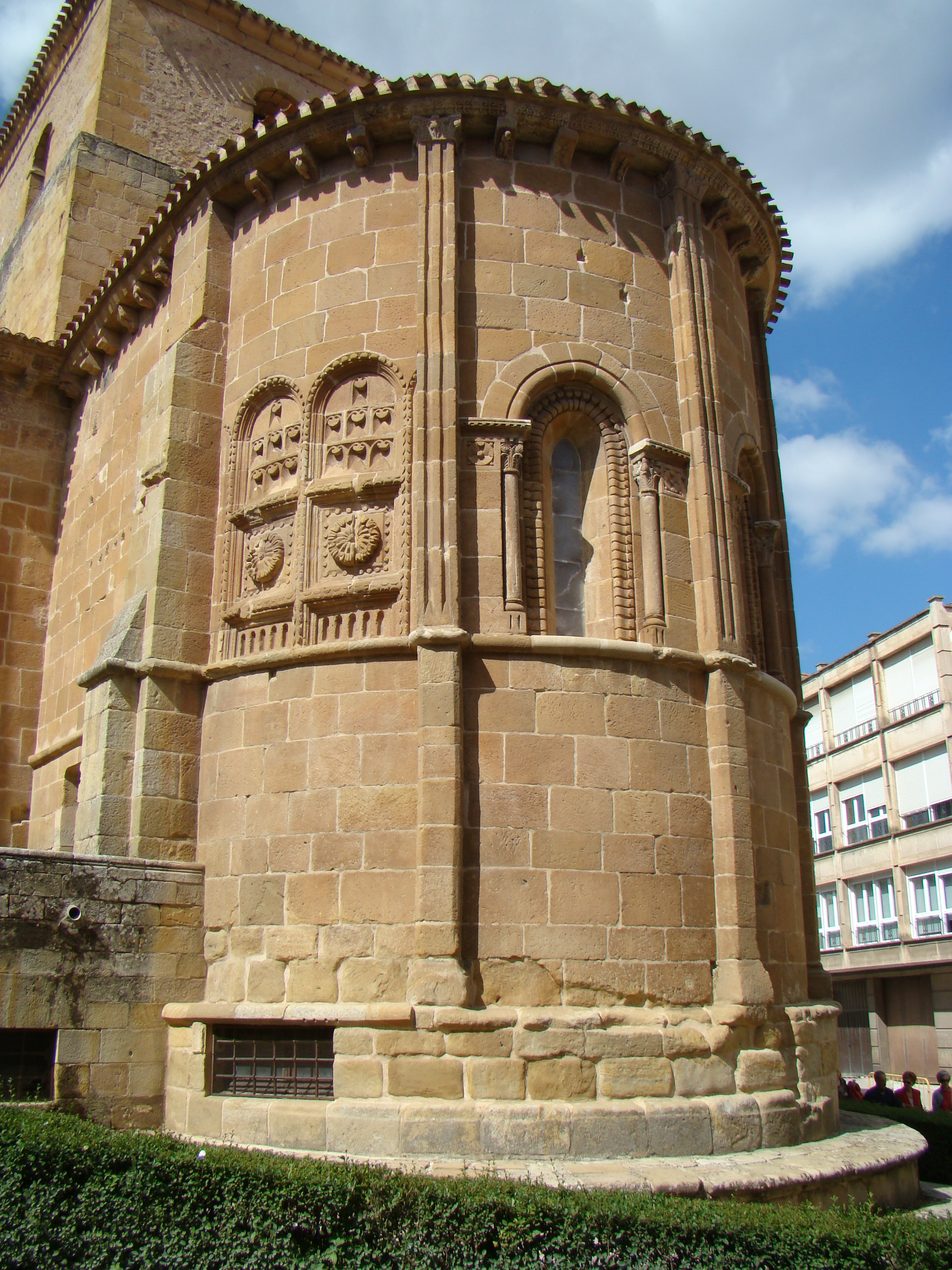
Ábside semicircular.

El ábside forma un hemiciclo de originalísimo aspecto externo. Lleva adosadas tres pilastras, a modo de contrafuertes, que son lisas de sección rectangular en el tramo inferior hasta la imposta baquetonada que corre por debajo de las ventanas, y estriadas de igual sección en el tramo superior hasta la cornisa. Contrariamente a lo habitual, en posición central no se sitúa una ventana, sino una de las pilastras que se comporta como eje de simetría respecto al cual se distribuyen las otras dos pilastras y las dos ventanas, éstas de medio punto con arquivolta exterior de baquetones e interior de lóbulos y estrías. Cuatro pseudoventanas ciegas, dos a cada lado, graciosamente decoradas completan la arquería de este singular ábside.

### Portada

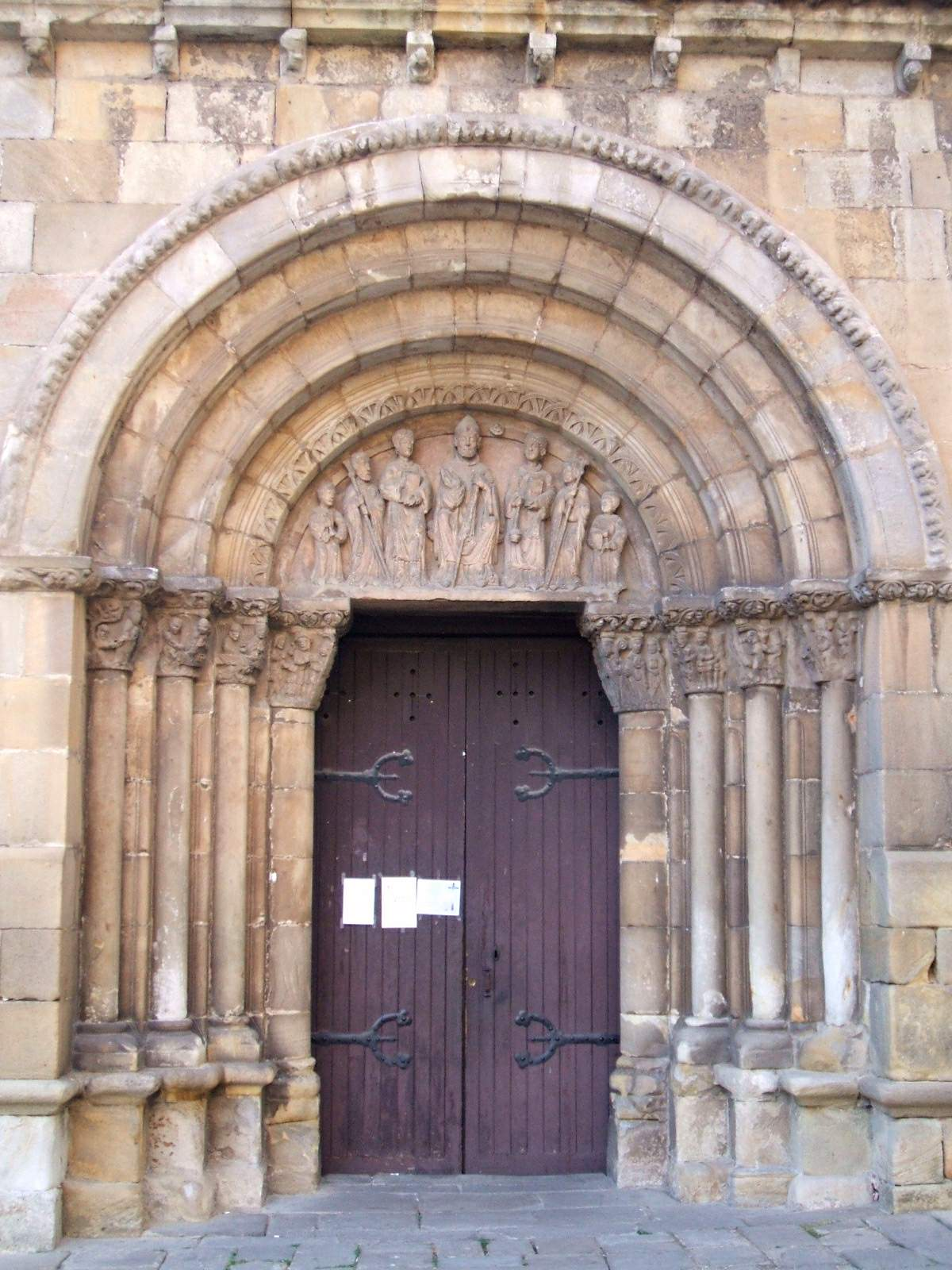
Portada románica procedente de la Iglesia de San Nicolás.

La iglesia cuenta con una soberbia portada, pero no es propia sino cedida. En efecto, ante el estado de ruina irreversible en que se encontraba la iglesia de San Nicolás de la misma ciudad de Soria, se decidió en 1908 trasladar su portada a la iglesia de San Juan de Rabanera donde hoy luce. Consta de cuatro arquivoltas lisas, excepto la interior, que apoyan sobre capiteles decorados con escenas pertenecientes al Nuevo Testamento (los cuatro de la izquierda) y relativos a la vida de San Nicolás (los de la derecha). El tímpano, de muy meritoria labor, representa un grupo de siete figuras de las que la central es la del santo mitrado en posición sedente. Esta portada puede ser de principios del siglo XIII.

### Interior
El interior responde la descripción que se ha hecho de la planta: una sola nave con transepto. Además del ábside central, y aunque no se perciban al exterior salvo por sendas ventanas de aspillera, existe en los muros orientales de cada uno de los brazos del transepto un absidiolo embutido en ellos. Todos los espacios se cubren con bóvedas cuya tipología varía en función de cada uno de aquellos. Se desconoce cómo sería la bóveda primitiva de la nave hoy desaparecida y sustituida por otra de lunetos en el siglo XVIII.

#### Capilla mayor
El ábside estuvo ocupado por un retablo plateresco trasladado en una de las restauraciones al brazo sur del crucero. Es obra de Francisco de Ágreda, en la parte escultórica (1546-1556), y de Juan de Baltanás, como pintor (1561-1569), según investigaciones del Marqués de Saltillo.

#### Capilla de Juan de Palafox o de la Escuela de Cristo

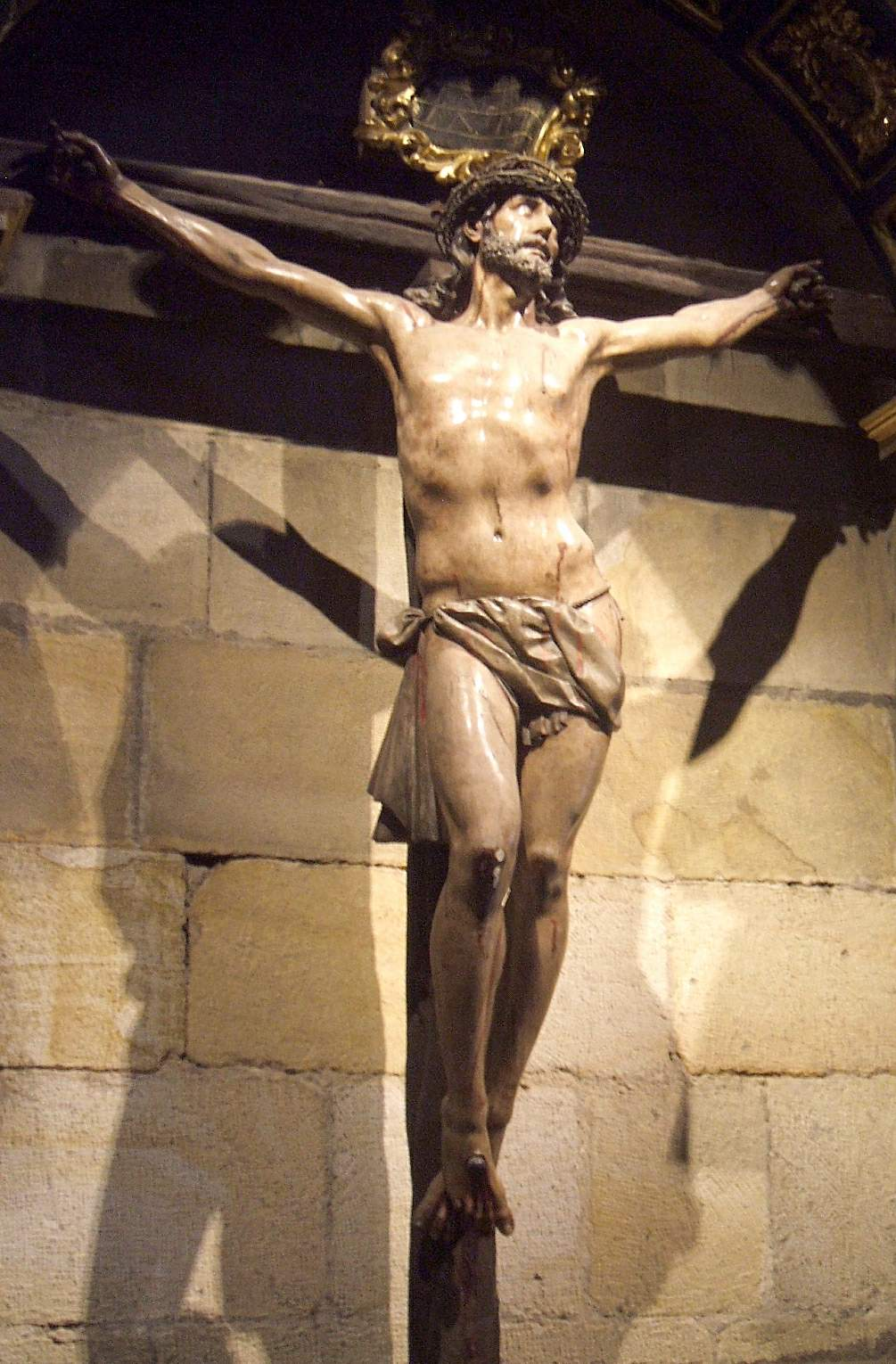
Cristo del Perdón, Manuel Pereira (1655).

En la iglesia de San Juan de Rabanera, Juan de Palafox y Mendoza fundó la llamada “Escuela de Cristo”, conservándose el Libro Fundacional firmado por él mismo y las actas siguientes de las reuniones y hechos surgidos en esta fundación, en las que participaba el Venerable, o le eran presentadas las Actas para que las firmara. Para ello dotó esta capilla, abierta en el hastial norte del transepto románico.
Mediante un arco de medio punto, se accedía a este espacio, de planta cuadrada, marcada con cuatro arcos torales que sostenían una cúpula semiesférica con cimborrio. Tenía, para el servicio de la capilla, sacristía propia. En el altar mayor se colocó el Santísimo Cristo del Perdón, crucificado, realizado por Manuel Pereira en 1655. Esta obra fue donada y enviada desde Madrid por don Juan García del Pozo. El Cristo es de una elegante arrogancia, lleno de tensión barroca, presenta el típico adelgazamiento de los cristos de Pereira. Eleva su mirada hacia lo alto y está clavado en cruz de maderos torsos, con rótulo escrito en tres lenguas.
La capilla desapareció durante las obras de restauración realizadas en 1958 en las que se eliminaron las construcciones añadidas como las sacristías y esta capilla, para recuperar su pureza románica. Era el único monumento que conservaba la Ciudad de Soria, del santo Obispo de Osma. En la actualidad la capilla pervive en el brazo norte del crucero, sobre cuyo reconstruido hastial se colocó el retablo-marco barroco que acoge el Santísimo Cristo del Perdón.